# Віркау Микола Миколайович
Микола Миколайович Віркау (1892 — 1937) — український літературознавець, педагог.

## Біографія
М. М. Віркау народився (22 лютого) 5 березня 1892 року в Одесі у робітничій сім'ї.
У 1917 році закінчив історико-філологічний факультет Новоросійського університету. Згодом навчався в аспірантурі при Одеському історико-археологічному музеї.
В 1920-х роках був хранителем етнографічного кабінету при Одеському інституті народної освіти, секретарем етнолого — лінгвістичної секції Одеської комісії краєзнавства при Всеукраїнській Академії Наук.
У 1930-х роках обіймав посаду доцента в Одеському інституті професійної освіти, Одеському державному педагогічному інституті, був вченим секретарем Одеської наукової бібліотеки.
За звинуваченням у контрреволюційної діяльності був заарештований у 1937 році і засуджений до страти. Розстріляний 28 грудня 1937 року в Одесі.
Реабілітований у 1989 році

## Наукова діяльність
Досліджував історію мистецтва Київської Русі, український фольклор, вплив народних дум на творчість Т. Шевченка. Є автором розвідок «Сатира на клір в старому письменстві та усній традиції» (1921 р.), «Історичні пісні про Нечая» (1922 р.), «Стиль українських народних дум» (1928 р.), та інших.